# Spore
Spore és un videojoc de simulació de vida i d'estratègia per Microsoft Windows i Mac dissenyat per Will Wright que simula l'evolució d'una espècie des de les etapes més primitives (éssers unicel·lulars) fins a la colonització de la galàxia.
Spore és un joc que tracta el tema de l'evolució, ja que el jugador decideix el procés evolutiu de la criatura, encara que d'una manera més àmplia: el jugador modela i guia una espècie a través de moltes generacions fent-la créixer des d'un simple organisme unicel·lular fins a convertir-la en un animal més complex, fins que l'espècie arriba a assolir un cert nivell d'intel·ligència. En aquest punt el jugador comença a modelar i a dirigir a aquesta societat, progressant des de les albors de la civilització fins a assolir la capacitat d'explorar l'espai.
El joc ha estat desenvolupat per Maxis i va ser publicat per Electronic Arts el 7 de setembre de 2008 als Estats Units, i el 5 a Europa i el Brasil (data oficial). El preu del joc rondava els 49,95 € (la versió normal) mentre que en la descàrrega digital el preu pujava a 56,95 €. També existia una edició especial anomenada "Galactic Edition" que incloïa dos DVD extra ("Com es va fer" i "Com fer la millor creació"), un llibre de "L'art de l'Spore" i un pòster desplegable, ambdós en anglès amb subtítols en castellà. EA va llançar el 17 de juny al mercat el Creador de Criatures al complet a un preu de 9,95 €, tanmateix estava disponible una versió gratuïta des de la pàgina oficial de Spore que contenia el 25% del contingut de la versió de pagament. Aquesta aplicació estava inclosa en el joc Spore.
La data de llançament a Espanya va ser el 4 de setembre de 2008. Per a les plataformes  PC,  Mac, Nintendo DS i mòbils. El 8 de setembre va sorgir la versió per iPhone i iPod Touch.